# Hugh Binney
Thomas Hugh Binney (ur. 9 grudnia 1883 w Douglas, zm. 8 stycznia 1953 w Colchesterze) – brytyjski żołnierz, admirał, w latach 1945–1951 gubernator Tasmanii.

## Biografia
W wieku 13 lat dołączył do Royal Navy jako kadet. Brał udział w I wojnie światowej, w szczególności w walkach w cieśninie Dardanele. W 1916 otrzymał stopień komandora, a w 1922 kapitana. W 1925 został zastępcą dyrektora ds. planowania w Admiralicji. W latach 1928–1930 dowodził okrętem HMS Nelson, następnie był komendantem Szkoły Taktyki w Portsmouth, zaś od 1932 do 1933 stał na czele załogi HMS Hood. W 1933 został szefem sztabu dowództwa bazy morskiej w Plymouth. W 1934 otrzymał awans na kontradmirała, a w 1936 objął komendę 1. Szwadronu Bojowego Floty Śródziemnomorskiej. Następnie pełnił stanowisko komendanta wojskowej uczelni Imperial Defence College. Po wybuchu II wojny światowej został dowódcą obrony wybrzeża na odcinku obejmującym Orkady i Szetlandy. W 1942 otrzymał awans na admirała i został dowódcą obrony wybrzeża w rejonie Cardiff. W połowie 1945 przeszedł w stan spoczynku.
W Wigilię Bożego Narodzenia tego samego roku objął urząd gubernatora Tasmanii, który miał pełnić do 1950, ale ostatecznie jego kadencja została przedłużona o niespełna pół roku. Następnie powrócił do Anglii, gdzie na przełomie 1952 i 1953 roku poddał się operacji związanej z zapaleniem pęcherzyka żółciowego. Po zabiegu doszło do komplikacji, wskutek których zmarł w wieku 69 lat. Bezpośrednią przyczyną zgonu była zatorowość płucna.

## Odznaczenia
- Distinguished Service Order (DSO, 1919)[1]
- Order Łaźni klasy Kawaler (CB, 1935)[1]
- Order Łaźni klasy Rycerz Komandor (KCB, 1940, odtąd miał prawo do tytułu Sir przed nazwiskiem)[1]
- Order św. Michała i św. Jerzego klasy Rycerz Komandor (KCMG,1951)[1]